# Seznam mest v Belgiji
Seznam mest v Belgiji.

## A
Antwerpen, Arlon, Aalst

## B
Bastogne, Bruselj, Brugge

## C
Charleroi, Ciney

## D
Dinant, Durbuy
Ekeren

## F
Florenville

## G
Gembloux, Gent, Genk, Genappe

## H
Han-sur-Lesse, Hasselt, Huy

## J
Jemelle

## K
Knokke, Kortrijk

## L
Libramont, Liège, Louvain

## M
Marche-en-Famenne, Martelange, Mechelen, Messancy, Mons

## N
Nivelles, Namur

## O
Oostende

## P
Philippeville

## R
Rochefort

## S
Sankt Vith, Seraing

## T
Tienen, Tournai, Tongeren

## V
Virton, Visé , Vilvoorde

## W
Waterloo

## X
Xhoris

## Z
Zaventem, Zeebrugge